# Homalopoma tapparonei
Homalopoma tapparonei is een slakkensoort uit de familie van de Colloniidae. De wetenschappelijke naam van de soort is voor het eerst geldig gepubliceerd in 1888 door Caramagna als Gibbula tapparonei.